# Мосьцениця
Мосьцениця (пол. Mościenica) — село в Польщі, у гміні Курник Познанського повіту Великопольського воєводства.
У 1975-1998 роках село належало до Познанського воєводства.